# Christina Bauer
Pour les articles homonymes, voir Bauer.
Christina Bauer, née le 1er janvier 1988 à Bergen en Norvège, est une joueuse internationale française de volley-ball évoluant au poste de centrale. 
Elle mesure 1,96 m et joue pour l'équipe de France de 2007 à 2024.

## Biographie
Christina est la fille de Jean-Luc Bauer, ancien international français de volley-ball (réceptionneur-attaquant, 2,07 m), et de Tone Bauer, ancienne joueuse norvégienne de handball. Elle a commencé le volley-ball à l'âge de 10 ans dans le club de sa ville natale, Pfastatt. À 12 ans, elle rejoint pour 4 ans, le club de Kingersheim et évolue lors de sa dernière année en Nationale 3 avec l'équipe première. Lors de ses deux dernières années à Kingersheim elle intègre le pôle espoir de Mulhouse. À 16 ans, elle intègre le club professionnel ASPTT Mulhouse, d'abord cantonnée à un rôle de remplaçante lors de sa première année, elle gagne petit à petit une place de titulaire pour devenir lors des saisons suivantes une titulaire indiscutable. Les bonnes prestations avec son club lui permettent d'intégrer l'équipe de France en 2007 et de participer au championnat d'Europe avec une 8e place à la clef. Au fur et à mesure des campagnes de l'équipe de France, elle en devient un élément moteur, jusqu'au capitanat en 2014. Après six saisons passées à Mulhouse, elle décide de partir en Italie pour le club de Busto Arsizio. Le plus souvent remplaçante lors de la saison régulière en championnat, elle est propulsée titulaire lors des playoffs et échoue en demi-finale face à Villa Cortese. Lors de la saison 2011-2012, titulaire indiscutable, elle remporte avec son club toutes les compétitions auxquelles elle participe, le championnat, coupe d'Italie et la coupe de la CEV. La saison 2012-2013 commence du même topo avec son club de Busto Arsizio, en remportant la Supercoupe d'Italie. Le reste de la saison n'est que désillusion, le club échouant en demi-finale du championnat, de la Coupe d'Italie et terminant troisième de la Ligue des Champions. La saison 2013-2014, elle part pour un nouvel horizon en signant au Fenerbahçe Istanbul, du fait du faible nombre de joueuses étrangères autorisées en championnat, elle ne participe pas à tous les matchs, le club préférant privilégier les postes importants, d'attaquante et réceptionneuse-attaquante. Son club échoue en finale du Championnat et de la Coupe de Turquie, par contre, Christina participe entièrement à la campagne victorieuse en Coupe de la CEV.
En juin 2022, elle rejoint le Pays d'Aix Venelles.
Lors de l'intersaison 2024, elle rejoint la nouvelle ligue américaine en s'engageant avec la franchise de LOVB Houston (en).
Christina est titulaire d'un DUT en technique de commercialisation, elle parle couramment, du fait de ses parents, le français, le norvégien et l'anglais, et maitrise parfaitement l'italien. Elle apprend dorénavant le turc.

## Clubs
- ASPTT Mulhouse (2004–2010)
- FV Busto Arsizio (2010–2013)
- Fenerbahçe Istanbul (2013–2015)
- River Volley Plaisance (2015–2016)
- Südtirol Bolzano (it) (2016–2017)
- RC Cannes (2017–2019)
- ASPTT Mulhouse (2020–2021)[5]
- WP Pérouse Volley (2021–2022)
- Pays d'Aix Venelles (2022–2024)
- LOVB Houston (en) (2025–)

## Palmarès
Christina Bauer remporte 12 titres officiels au cours de sa carrière dont 2 coupes d'Europe avec 2 clubs différents.
| France |
| --- |
| - Challenger Cup (1) : - Vainqueur en 2023. - Tournoi de France (amical) : - Finaliste en 2022. - Coupe Savaria (1) (amical) : - Vainqueur en 2019. |

| France | Italie | Turquie |
| --- | --- | --- |
| - Championnat de France (2) : - Vainqueur en 2019, 2021. - Finaliste en 2007, 2008, 2009, 2010, 2018. - Coupe de France (2) : - Vainqueur en 2018, 2021. - Finaliste en 2009, 2010. | - Coupe de la CEV (1) : - Vainqueur en 2012. - Championnat d'Italie (1) : - Vainqueur en 2012. - Finaliste en 2016. - Coupe d'Italie (1) : - Vainqueur en 2012. - Finaliste en 2016. - Supercoupe d'Italie (1) : - Vainqueur en 2012. | - Coupe de la CEV (1) : - Vainqueur en 2014. - Championnat de Turquie (1) : - Vainqueur en 2015. - Finaliste en 2014. - Coupe de Turquie (1) : - Vainqueur en 2015. - Finaliste en 2014. - Supercoupe de Turquie : - Finaliste en 2014. |

### Distinctions individuelles
en sélection
- Meilleure centrale du Trophée Vallée d'Aoste 2008 (it) (amical).

en club
- Meilleure joueuse du Championnat de France 2008.
- Meilleure attaquante et bloqueuse de la Coupe de la CEV 2012 (2).
- Meilleure centrale de la Coupe de Turquie 2014.
- Meilleure attaquante de la Coupe de la CEV 2014.
- Meilleure centrale du Championnat de France 2018.
- Meilleure centrale du Championnat de France 2019.
- Meilleure centrale du Championnat de France 2023.